# Calamus filipendulus
Calamus filipendulus är en enhjärtbladig växtart som beskrevs av Odoardo Beccari. Calamus filipendulus ingår i släktet Calamus och familjen Arecaceae. Inga underarter finns listade i Catalogue of Life.